# Печково
Печково (мкд. Печково) је насељено место у Северној Македонији, у северозападном делу државе. Печково припада општини Гостивар.

## Географски положај
Насеље Печково је смештено у северозападном делу Северне Македоније. Од најближег већег града, Гостивара, насеље је удаљено 8 km југозападно.
Печково се налази у горњем делу историјске области Полог. Насеље је положено високо, на јужним висовима Шар-планине. Надморска висина насеља је приближно 1.020 метара.
Клима у насељу је планинска.

## Историја
У Печкову, месту у Гостиварској нахији било је 1899. године пописано 45 српских кућа.
Године 1929. деца из Печкова су похађали основну школу у суседном месту Врутоку. Та школа коју су подигли сами домаћини из Печкова, Раве и Врутока је сама по себи представљала спомен-плочу Краљу Петру I Ослободиоцу. Управитељ школе коју похађа око 70 ученика тада је учитељ Милутин Милутиновић. Школа је почела да ради у месту у јесен 1929. године а први учитељ био је Јарослав Г. Мацан (1929-1937).
Око Печкова је 1930. године откривено рудно налазише злата и цинка. Требало је да радови почну, јер се радило о великом рудном богатству.

## Становништво
По попису становништва из 2002. године Печково је имало 48 становника.
Претежно становништво у насељу су етнички Македонци (100%).
Већинска вероисповест у насељу је православље.